# 維多利亞 (阿肯色州)
維多利亞（英語：Victoria）是一個位於美國阿肯色州密西西比縣的城鎮。

## 地理
維多利亞的座標為35°45′26″N 90°03′23″W / 35.75722°N 90.05639°W，而該地的平均海拔高度為70米（即230英尺）。

## 人口
根據2020年美國人口普查的數據，維多利亞的面積為0.82平方千米，皆為陸地。當地共有人口20人，而人口密度為每平方千米24人。